# Bruno Goud
Pour les articles homonymes, voir Goud.
 (juillet 2024).
Bruno Goud est un chercheur français en biologie cellulaire. Directeur de recherche au CNRS, il dirige l'Unité compartimentation et dynamique cellulaires à l'Institut Curie.

## Récompenses et distinctions
- Médaille d'argent du CNRS (2011)[3]
- Prix Jaffé (2009)[4]